# Irati
Irati este un oraș în Paraná (PR), Brazilia.